# Сельское поселение Володарское (Московская область)
Се́льское поселе́ние Волода́рское — упразднённое муниципальное образование (сельское поселение) в Ленинском муниципальном районе Московской области.
Образовано в 2005 году, включило 5 населённых пунктов позже упразднённого Володарского сельского округа.
Упразднено 5 августа 2019 года.
Административный центр — посёлок Володарского.
Глава сельского поселения — Гуцев Сергей Викторович.
Председатель совета депутатов — Козлова Лидия Николаевна.

## Географические данные
Общая площадь — 16,34 км². Муниципальное образование находится в юго-восточной части Ленинского района, и граничит:
- с сельским поселением Молоковское (на севере)
- с городским округом Домодедово (на западе)
- с Раменским районом (на западе, юге и востоке)

## Население
| 2006  | 2007  | 2008  | 2009  | 2010  | 2011  |
| ----- | ----- | ----- | ----- | ----- | ----- |
| 3459  | ↗3818 | ↗3882 | ↗3924 | ↗4775 | ↗5203 |
| 2012  | 2013  | 2014  | 2015  | 2016  | 2017  |
| →5203 | ↗5462 | ↗5622 | ↗6119 | ↗6414 | ↗6498 |
| 2018  | 2019  | 2020  |       |       |       |
| ↗6820 | ↗7091 | ↗7515 |       |       |       |

## Населённые пункты
Муниципальное образование «сельское поселение Володарское» в существующих границах было создано в 2005 году на основании закона Московской области «О статусе и границах Ленинского муниципального района и вновь образованных в его составе муниципальных образований». В его состав вошли 5 населённых пунктов бывшего Володарского сельского округа:
| Вид     | Наименование      | Население, чел. (2006) | ОКАТО          |
| ------- | ----------------- | ---------------------- | -------------- |
| деревня | Большая Володарка | 50                     | 46 228 807 002 |
| деревня | Большое Саврасово | 5                      | 46 228 807 004 |
| посёлок | Володарского      | 3345                   | 46 228 807 001 |
| деревня | Григорчиково      | 22                     | 46 228 807 005 |
| деревня | Малая Володарка   | 37                     | 46 228 807 003 |